# Boswellia ogadensis
Boswellia ogadensis är en tvåhjärtbladig växtart som beskrevs av K. Vollesen. Boswellia ogadensis ingår i släktet Boswellia och familjen Burseraceae. Inga underarter finns listade i Catalogue of Life.